# Колібрі зеленоспинний
Колі́брі зеленоспинний (Urochroa leucura) — вид серпокрильцеподібних птахів родини колібрієвих (Trochilidae). Мешкає в Андах. Раніше вважався конспецифічним з білохвостим колібрі.

## Опис

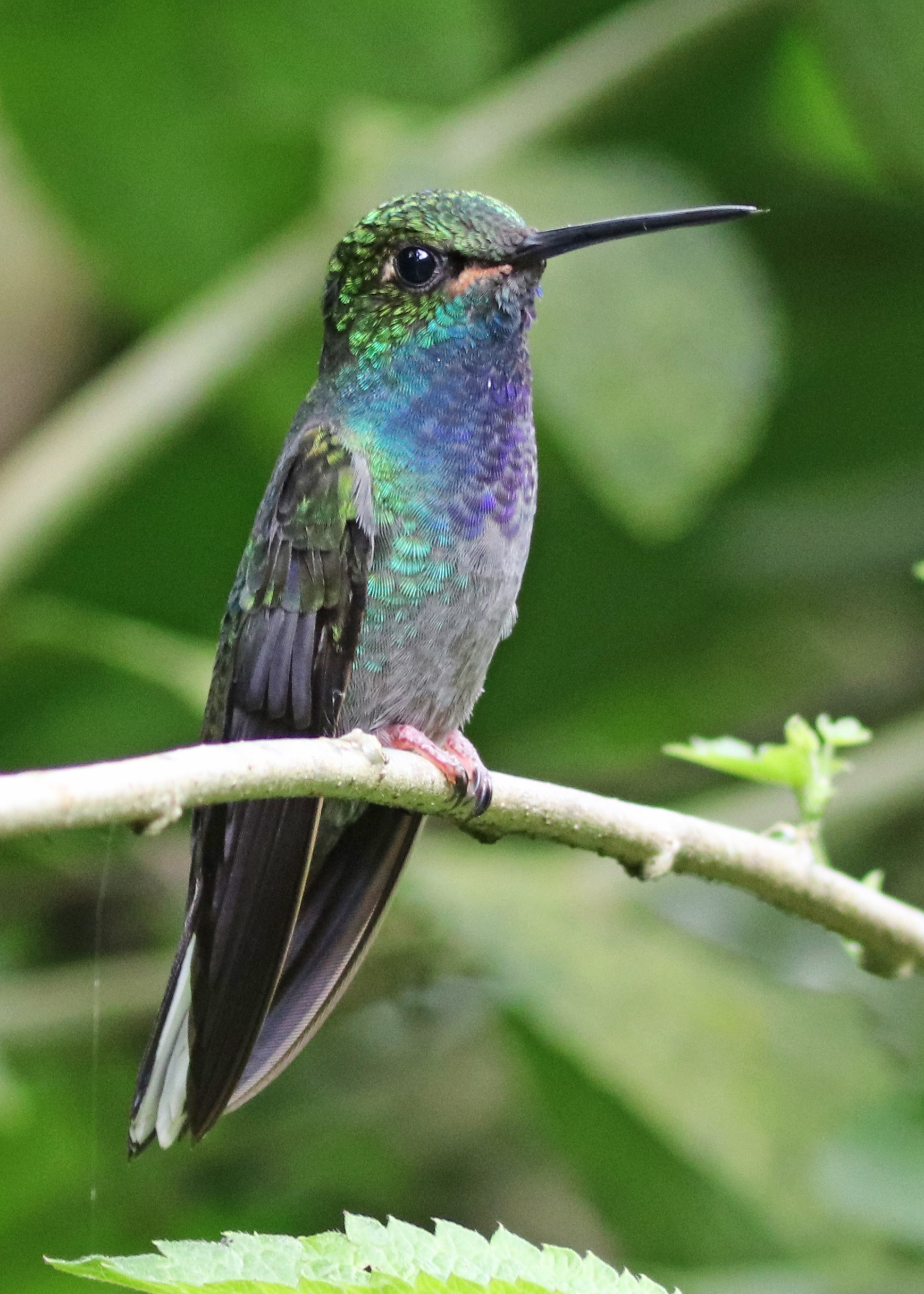
Молодий зеленоспинний колібрі

Довжина птаха становить 13-14 см, враховуючи дзьоб довжиною 3 см, вага 8,7 г.  Верхня частина тіла бронзово-зелена, покривні пера крил бронзові. Горло і груди блакитні, блискучі, живіт тьмяно-сірий. Центральні стернові пера чорні, решта білі з темно-сірими краями. Дзьоб дещо вигнутий, чорний. Виду не притаманний статевий диморфізм. У молодих птахів на щоках є охристі смуги.

## Поширення і екологія
Зеленоспинні колібрі мешкають на східних схилах Анд в Колумбії (на південь від Какети), Еквадорі і Перу (на південь до Сан-Мартіна). Вони живуть у вологих гірських тропічних лісах і на узліссях, на порослих чагарниками гірських схилах, часто поблизу гірських річок і струмків. Зустрічаються на висоті від 1600 до 2800 м над рівнем моря, в Перу на висоті від 800 до 1500 м над рівнем моря. Зеленоспинні колібрі живляться нектаром рослин з родів Inga, Bomarea, Psammisia і Cavendishia, яких шукають в нижньому і середньому ярусах лісу, а також дрібними комахами, яких ловлять в польоті.